# Marriott International

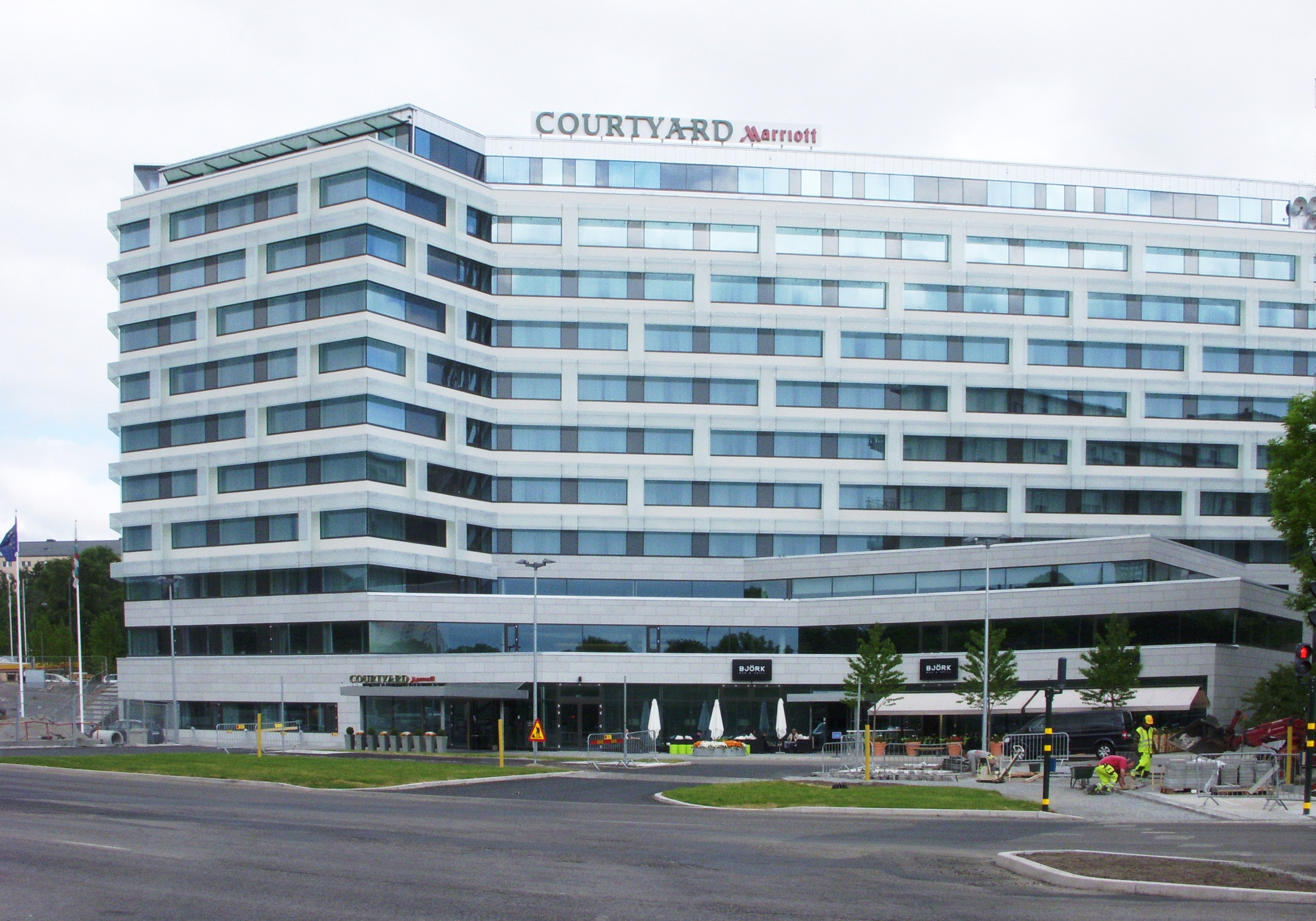
Courtyard Stockholm, juni 2010.

Marriott International, Inc. är en koncern i hotell- och restaurangbranschen. Koncernen har 121 000 anställda (2020).
Marriott har sitt huvudkontor i staden Bethesda, Maryland. Företaget har grundat eller förvärvat flera varumärken sedan starten. Sheraton är ett dotterbolag till hotellkedjan. Några exempel på det multinationella företagets mest kända grupper är J.W. Marriott Hotels and Resorts, Renaissance Hotels and Resorts, The Ritz-Carlton, Courtyard och The Residence Inn.
Från och med mars 2019 fanns mer än 7 000 hotell världen under Marriotts paraplyorganisation.
Hotellkedjan finns etablerad i Sverige med tre hotell som alla ligger i Stockholm.

## Historia
Key Bridge Marriott är företagets är det hotell som företaget haft längst tid.

### Grundande och tidiga år
Marriott Corporation grundades av John Willard Marriott 1927 när han och hans fru, Alice Marriott, öppnade en root Beerservering i Washington Som mormonmissionärer under de fuktiga somrarna i Washington var Marriotts övertygade om att det som invånarna i staden behövde var en plats att få en kall drink. Marriotts utvidgade senare sitt företag till en kedja av Hot Shoppes-restauranger. 1953 blev Hot Shoppes, Inc. ett publikt företag via en börsintroduktion.